# 荒木眞衣子
荒木 眞衣子（あらき まいこ、Maiko Araki、）は日本のテーブルコーディネーター（食空間コーディネーター）、フードスタイリスト、司会、歌手。

## 来歴
佐賀県嬉野市。12月24日生まれ。
生家は半世紀続いた芸妓置屋。温泉地には珍しく開業当初は舞妓も抱えていた。幼少の頃から芸事に親しみ、骨董愛好家の父の影響で焼き物に興味をもつ。小学生の時に初めて小遣いで購入した、白山陶器の木の柄に磁器のスプーンとピラフ皿は今でも宝物である。更に美しいものへの興味は深まり、ファッション・インテリア・音楽と、現存のものを組み合わせる楽しさに目覚める。
1994年、佐賀県有田町にてテーブルコーディネートに出会い、テーブル上で器や料理を魅力的に輝かせ演出するおもてなし法に感銘を受ける。それまで長年学んできた、裏千家、小笠原流煎茶道、生け花、日舞藤間流、三味線など全てのことが生かされ表現出来るのではないかと一念発起し、当時、テーブルコーディネートの先駆け的存在であった岩尾智子、福田雅子の両氏に師事。テーブルコーディネーターとして活動を開始（その後約14年間学ぶ）。
同年、武蔵野美術大学短期大学部（ディスプレイデザイン専攻）に入学。活動初年度の1994年から直ぐに頭角を現し、2008年まで15年間に渡りテーブルコーディネートコンテストで連続入選、また数度の受賞歴を持つ（志田の蔵テーブルコーディネートコンテストなど）。1996年には、読売新聞社主催 第2回「私のテーブル大賞」にて大賞受賞。有田焼や波佐見焼を中心に、企業や美術館のテーブルコーディネート、ショールームディスプレイ、カタログのテーブルコーディネート、フードスタイリングを手掛ける。
2004年から有田町のデザイン事務所、株式会社 workshop Y's Kに非常勤勤務。康創窯を始め、様々な商社や窯元のコーディネートを担当。また、講師としてテーブルコーディネート教室を担当。
2008年、日本最大規模のテーブルウェアフェスティバルにて第16回テーブルウェア大賞、テーブルウェア・コーディネート部門にて、「服部幸應審査員賞」を受賞。
2009年、食空間コーディネーターの資格取得。
2011年、撮影・スタイリングスタジオ、イベントギャラリーのスペースとして、アトリエ「la・casa・MARIA」（ラカーサマリア）をオープン。
2013年、九州国立博物館開催 酒井田柿右衛門展「受け継がれる技と美」にて、テーブルコーディネートを担当。また、同年より源右衛門窯ショールームの女性社員に向けたコーディネートレッスンを開始。
2016年、佐賀県立九州陶磁文化館開催の特別企画展　人間国宝と三右衛門」にて、テーブルコーディネートを担当。また、ギャラリートークの司会も担当する。同年、東京ドームテーブルウェアフェスティバルにて、有田焼400年ARITA EPISODE2のブースのテーブルコーディネートを担当。講師としても、アリーナでのテーブルコーディネートセミナーを担当。嬉野茶時の立ち上げに参加。初期メンバーとして、器のセレクト、スタイリング、茶寮メニュー開発を担当。
2018年、創業138年を迎える山口県の企業、株式会社三和のインテリアショールーム、ギャラリー宇部のビジュアルコンサルタントを開始。BtoCに向けたブランディングを担当。
2021年、「テーブルウェアフェスティバル2021オンライン」にて、産地特集 有田焼の全てのサムネイルのスタイリングと、テーブルコーディネート解説動画を担当。また、NHK『あさイチ』に出演し、佐賀特集にて、肥前吉田焼の器を使ったコーディネートを教える。
佐賀県立窯業技術センターにて、テーブルコーディネート編／フードスタイリング編と分けて、事業家支援セミナーの講師を務める。

### 歌手・司会
三味線と小唄のを子守歌に育ったが、中学からは洋楽に目覚める。「Moon River」が好きで、この曲がジャズというカテゴリーで演奏されていることを知り、いつか大人になったらジャズを歌ってみたいと憧れる。
2008年、友人のサックス奏者がJAZZに転向したことをきっかけに、独学で歌い始める。
2010年、「ダイナースクラブプレゼンツ JAZZ SESSION on Youtube」にて、ボーカル部門104作品の中からベスト10に選ばれる。同年12月にはオーディションにより、佐藤允彦トリオと共演。その後も数多くの著名ミュージシャンとセッションを重ね、カテゴリーの枠にとらわれず歌手活動を開始。
2012年～　基地の街・佐世保を中心に九州各地で演奏。ハウステンボス内ホテル、クルーズ船、米軍基地内パーティ、ディナーショー、「ななつ星 in 九州」やクルーズ客船飛鳥の歓送迎演奏、各種イベントなどで活動。ホテルが似合うボーカリストと呼ばれる。また、この年にウィリアムス浩子と出会う。板橋文夫とウィリアムス浩子のセッションでのノンマイクの歌唱、心を歌う姿勢に衝撃を受け師事。これを機に歌との向き合い方や指針が定まる。
NHK『ノーナレ』にも出演した、人工内耳のジャズミュージシャン、ディジー吉本とは、北は山形～南は沖縄まで、演奏活動を共にしている。
2017年 佐賀県立博物館、佐賀県立美術館主催の美術館ホールで催された「あらかしコンサート」に出演。
音楽家として影響を受けた人物に、ウィリアムス浩子、ベーシスト・米木康志、Stacey Kenthttp://www.staceykent.com/を挙げている。
これまでに、九州、山口のCMソング　やナレーション、サウンドロゴなども多く担当する。
2021年、プロデューサーにウィリアムス浩子を迎え、ファーストアルバム発売予定。メンバーは米木康志（bass)、石田衛（piano)、ジーン・ジャクソン（Drums)、久保田浩之（Guitar)。
ロータリークラブ会員

## 参加CM
- 法輪会館　熊のアニメーションで亡くなった父への子の想いを幼さを残した甘い声で歌っている。
- 福岡南美容専門学校　キャッチーなサウンドに載せてPOPな印象に歌っている。セリフも担当。
- ギャラリー宇部インテリアギャラリーのCM、クールなイメージの絵に載せてボサノバっぽいイメージの曲を歌っている。
- 大正屋 老舗旅館のCM　古くから人気のあったCMソングを再録音。明るく上品なニューバージョンに仕上

## 司会者
式典、バーティ、ウェディング、各種イベント、インタビュー、ナレーション等を担当。イベントで司会進行をし、パーティではジャズスタンダードを歌うという一人二役の仕事も多い。